# ویلسون خونز
ویلسون خونز (انگلیسی: Wilson Jones; ۱۹ مهٔ ۱۹۳۴ – ۱۲ ژوئیهٔ ۲۰۲۱) بازیکن سابق فوتبال اهل اسپانیا بود که در پست هافبک بازی ‌می‌کند.